# Gjerøy
Gjerøy est le village principal de l'île Gjerdøya du comté de Nordland, en Norvège.

## Géographie
Administrativement, Gjerøy fait partie de la kommune de Rødøy.